# Antoine Bellier
Antoine Bellier (* 18. Oktober 1996 in Genf) ist ein Schweizer Tennisspieler.

## Karriere
Bellier begann mit acht Jahren das Tennisspielen bei einem Tennisverein in der Nähe seiner Schule in Genf. Bis heute wohnt und trainiert er in seiner Heimatstadt.
Nachdem er auf der ITF Junior Tour nie gespielt hatte, trat er 2014 erstmals bei einem Future-Turnier der Profitour an. Lediglich einmal konnte er 2014 mehr als ein Match bei einem Turnier gewinnen. Im Doppel hingegen erreichte er einen Future-Final und konnte sein erstes Match auf der ATP Challenger Tour bei seinem Heimatturnier absolvieren. Damit platzierte er sich erstmals in der Tennisweltrangliste.
2015 erreichte er gleich dreimal einen Halbfinal auf der Future Tour, womit er das Jahr auf Platz 748 abschliessen konnte. Im Doppel gelangen ihm darüber hinaus sechs Finaleinzüge, wovon er nur einen zum Titelgewinn nutzen konnte. Das reichte zu Platz 620 am Ende des Jahres.
Im Folgejahr wurde Bellier wegen Abwesenheit der Topstars für die Schweizer Davis-Cup-Mannschaft nominiert, wo er im Dead-Rubber beim Stande von 0:4 eingesetzt wurde. Er bekam es mit Paolo Lorenzi aus Italien zu tun, gegen den er mit 3:6, 2:6 verlor. Im weiteren Verlauf des Jahres erreichte Bellier weiterhin einige Halbfinals auf Futures. Schliesslich erreichte er in Sion seinen ersten Final, den er gegen seinen gleichaltrigen Landsmann Johan Nikles verlor. Obwohl ihm Matches auf der höher dotierten Challenger Tour weiterhin verwehrt blieben, erhielt er in Gstaad von der Turnierleitung eine Wildcard. Bei seiner Premiere auf der ATP World Tour unterlag er dem Brasilianer Thiago Monteiro mit 3:6, 5:7. Den Höhepunkt des Jahres stellte aber die Davis-Cup-Relegation gegen Usbekistan dar, wo er beim Stand von 2:2 das entscheidende Match gegen Joʻrabek Karimov in vier Sätzen für sich entschied und den Verbleib der Schweiz in der Weltgruppe sicherte. Dabei konnte er im dritten Satz vier Matchbälle zuerst nicht verwerten. Im Doppel gelangen ihm bei sieben Finals weitere vier Titel auf der Future Tour. Am Saisonende standen ein 567. Rang respektive ein 464. Rang zu Buche.

## Erfolge
| Legende (Anzahl der Siege) |
| Grand Slam                 |
| ATP Finals                 |
| ATP Tour Masters 1000      |
| ATP Tour 500               |
| ATP Tour 250               |
| ATP Challenger Tour (4)    |

### Einzel

#### Turniersiege
| Nr. | Datum            | Turnier         | Belag       | Finalgegner         | Ergebnis         |
| --- | ---------------- | --------------- | ----------- | ------------------- | ---------------- |
| 1.  | 17. April 2022   | San Luis Potosí | Sand        | Renzo Olivo         | 6:72, 6:4, 7:5   |
| 2.  | 5. November 2023 | Ismaning        | Teppich (i) | Maximilian Marterer | 7:65, 6:75, 7:66 |

### Doppel

#### Turniersiege
| Nr. | Datum              | Turnier   | Belag     | Partner          | Finalgegner                      | Ergebnis  |
| --- | ------------------ | --------- | --------- | ---------------- | -------------------------------- | --------- |
| 1.  | 14. Mai 2022       | Schymkent | Sand      | Gabriel Décamps  | Sebastian Fanselow Kaichi Uchida | 7:63, 6:3 |
| 2.  | 16. September 2023 | Guangzhou | Hartplatz | Luca Castelnuovo | Ray Ho Matthew Romios            | 6:3, 7:65 |